# Erland Erlandsen
Erland Erlandsen (* 3. Oktober 1912 in Kopenhagen; † 26. März 2003 in München) war ein deutscher Schauspieler.

## Leben
Erlandsen trat unter anderem mehrfach in der Spielzeit 1944 am Volkstheater in Wien auf. In der Spielzeit zwischen 1945 und 1948 zählte der gebürtige Däne zum Ensemble des Burgtheaters. Ab 1972 war Erlandsen Mitglied des Bayerischen Staatsschauspiels.

## Filmografie (Auswahl)
- 1940: Donauschiffer
- 1953: Drei, von denen man spricht (Glück muß man haben)
- 1955: Der letzte Akt
- 1960: Der Gauner und der liebe Gott
- 1960: Herr Puntila und sein Knecht Matti
- 1960: Der brave Soldat Schwejk
- 1960: Nur wenige sind auserwählt (Song Without End)
- 1961: Eine hübscher als die andere
- 1965: Bernhard Lichtenberg
- 1966: Das Abgründige in Herrn Gerstenberg
- 1967: Die Flucht nach Holland
- 1967: Ein Mann namens Harry Brent
- 1968: Beaumarchais
- 1968: Der Fall Tuchatschewskij
- 1969: Die Ratten
- 1969: Hotel Royal (Fernsehfilm)
- 1970: Something for Everyone
- 1971: Deutschstunde
- 1971: Salto Mortale (Fernsehserie): Kopenhagen
- 1975: Der Kommissar: Eine Grenzüberschreitung
- 1976: Derrick: Der Mann aus Portofino
- 1977: Derrick: Tod des Wucherers
- 1977: Derrick: Mord im TEE 91
- 1977: Polizeiinspektion 1: Chloroform für Zwei
- 1977: Die Gänsemagd
- 1978: Derrick: Die verlorenen Sekunden
- 1979: Derrick: Die Puppe
- 1979: Der Alte: Neue Sachlichkeit
- 1979: Der Alte: Teufelsbrut
- 1979: Lawinenexpress
- 1980: Der Ringer (The American Success Company)
- 1980: Polizeiinspektion 1: Das Denkrohr
- 1981: Der Alte: Die Unbekannte
- 1981: Polizeiinspektion 1: Urlaubsfreuden
- 1983: Derrick: Die Schrecken der Nacht
- 1983: Der Alte: Umsonst ist der Tod
- 1985: Polizeiinspektion 1: Weinkenner
- 1984: Derrick: Angriff aus dem Dunkel
- 1993: Der Alte – Folge 189: Tödliche Wege
- 1994: Derrick: Gib dem Mörder nicht die Hand
- 1995: Derrick: Teestunde mit einer Mörderin?
- 1995: Derrick: Kostloffs Thema
- 1996: Derrick: Ruth und die Mörderwelt
- 1996: Derrick: Mordecho
- 2002: Germania